# George Carew (Diplomat)
Sir George Carew (* um 1556; † 13. November 1612 in Westminster) war ein englischer Politiker und Diplomat.

## Herkunft und Ausbildung
George Carew entstammte der Familie Carew aus Antony, einer Familie der Gentry aus Cornwall. Er war der zweite Sohn von Thomas Carew und dessen Frau Elizabeth Edgcumbe. Sein Vater starb bereits 1564, worauf sein älterer Bruder Richard Carew die Familienbesitzungen erbte. George Carew studierte vermutlich in Oxford und ab 1577 Rechtskunde am Middle Temple. Anschließend unternahm er zusammen mit Henry Neville († 1593) und mit Henry Savile eine ausgedehnte Grand Tour nach Deutschland, Böhmen, Österreich und Italien. 

## Tätigkeit als Politiker
1584 wurde Carew als Abgeordneter für das kleine Borough St Germans in Cornwall gewählt. Bei den Unterhauswahlen von 1586, 1588 und 1593 wurde er als Interessenvertreter seines Bruders Richard als Abgeordneter für das unweit von Antony gelegene Saltash gewählt. Danach wurde er bei den Wahlen von 1597, 1601 und 1604 erneut als Abgeordneter für St Germans gewählt, dessen einflussreicher Portreeve sein Schwager George Kekewick war. Dabei kann, abgesehen von einer Ausnahme 1593, nicht belegt werden, ob Carew überhaupt an den Sitzungen des House of Commons teilgenommen hat. Erst ab 1601 kann er sich als Mitglied verschiedener Parlamentsausschüsse belegt werden, wobei er sich bereits für eine Vereinigung von England und Schottland als Großbritannien aussprach. Da jedoch auch sein gleichnamiger Cousin George Carew Abgeordneter war und mehrere Abgeordnete nur als Mr Carew oder Carey in den Protokollen erfasst wurden, ist nicht sicher, ob nun George Carew oder ein anderer Namensträger aktiv an den Sitzungen teilgenommen hat. 

## Dienst als Beamter und Diplomat
Im Frühjahr 1587 war Carew Sekretär von Lordkanzler Sir Christopher Hatton geworden. Dieses Amt übte er auch für dessen beiden Nachfolger Sir John Puckering und Sir Thomas Egerton bis mindestens 1598 aus. Dazu diente er seit dem 10. Oktober 1593 als Protonotar der königlichen Kanzlei, womit er auch für den Schriftverkehr der englischen Diplomatie mit verantwortlich war. Dazu oblag ihm die Vollstreckung und die Begnadigung von Ächtungen. Diese Aufgabe brachten ihm Einkünfte durch Gebühren ein, während er für seinen Dienst als Protonotar kein Gehalt erhielt. Als im Sommer 1598 der Ostseehandel durch Kriege und Unruhen zunehmend gestört wurde, schickte Staatssekretär Robert Cecil Carew als Gesandten in den Ostseeraum, vor allem um die Beziehungen zum polnisch-schwedischen König Sigismund III. Wasa zu verbessern. Dabei sollte Carew versuchen, Verbündete für England in den Konflikten mit Spanien, dem Kaiserreich und mit der Hanse zu finden. Carew reiste nach Braunschweig, Danzig und Elbing und weiter nach Schweden. Dort wurde König Sigismund jedoch am 25. September in der Schlacht von Stångebro geschlagen, wodurch er die Herrschaft über Schweden verlor. Carew wurde Zeuge der Schlacht, die zu weiteren Konflikten zwischen den Ostseeanrainerstaaten führte. Dadurch blieb Carews Mission erfolglos. Obwohl Carew zudem als Protonotar mehrere Kritiker und Neider hatte, behielt er das Vertrauen seiner Vorgesetzten und wurde am 21. Dezember 1599 zum Master in Chancery befördert. Im Auftrag von Kanzler Egerton reorganisierte er dabei mit Unterstützung durch seinen Neffen Matthew Carew und von William Lambarde die Arbeit der königlichen Kanzlei. 1602 erhielt er vom Middle Temple die Zulassung als Barrister. Durch seine Tätigkeiten konnte Carew ein Vermögen anhäufen und umfangreichen Landbesitz erwerben. Er besaß ein Haus in Kingston upon Thames in Surrey, wohnte jedoch meistens am Strand in der Nähe des Königshofs von Whitehall.
Wenige Tage nach dem Tod von Königin Elisabeth I. wurde er 1603 nach Schottland geschickt, um König Jakob von Schottland über seine Thronfolge zu informieren. Jakob schlug ihn am 23. Juli 1603 im Palace of Whitehall zum Ritter. Im Sommer 1605 sollte Carew als Botschafter nach Frankreich reisen, doch Geldmangel und der Gunpowder Plot verzögerten seine Abreise. Erst am  13. Dezember 1605 erreichte er Paris. Der französische König Heinrich IV. empfing ihn mit außergewöhnlicher Freundlichkeit, doch Carew sah sich zahlreichen Problemen gegenüber. An den Verhandlungen zwischen England und Frankreich über die Unabhängigkeit der Niederlande wurde er fast nicht beteiligt, dennoch beschwerte sich der englische Botschafter in den spanischen Niederlanden, Sir Thomas Edmondes über Carew. Carew selbst versuchte, einen Handelsvertrag mit Frankreich umzusetzen, dazu mahnte er vergeblich die Schulden an, die Heinrich IV. bei der englischen Königin Elisabeth I. gemacht hatte. Der französische König weigerte sich, den rebellischen irischen Earl of Tyrone verhaften zu lassen, der nach Frankreich geflüchtet war, und bezichtigte England, das es sich politisch an Spanien annähern würde. Bereits im Herbst 1607 bat Carew frustriert um Ablösung, doch erst im Juli 1609 wurde er als Botschafter abberufen.

## Letzte Jahre und Tod
Nach seiner Rückkehr aus Frankreich nahm Carew wieder seinen Dienst in der königlichen Kanzlei auf. Während seiner Abwesenheit in Frankreich war auf eine Nachwahl in St Germans verzichtet worden, so dass er weiterhin Abgeordneter im House of Commons war und ab Februar 1610 an den Sitzungen teilnahm. Als einer der dienstältesten Abgeordneten äußerte er sich mehrfach zu Verfahrensfragen. Am 5. Juni 1610 legte er als einer der ersten Abgeordneten den Suprematseid ab, was ebenfalls auf seinen hohen Status im House of Commons hinweist. Carews Frau wurde Hofdame der Königin, und Carew selbst hoffte als  international erfahrener Diplomat wohl auf neue Aufgaben. Ihm wurden aber nur unbedeutende Ämter übertragen, und im April 1610 wurde er nur als Berater zu einer englisch-französischen Konferenz über die Schulden Frankreichs zugelassen. Im Frühjahr 1611 wurde ihm eine jährliche Pension von £ 200 bewilligt, und nach dem Tod des führenden Ministers Robert Cecil erhielt er im Juni 1612 das begehrte und einträgliche Amt des Master des Court of Wards and Liveries. Bevor er beim Court of Wards and Liveries jedoch offenbar geplante Reformen umsetzen konnte, starb er in seinem neuen Haus in Westminster an Typhus. Er wurde in St Margaret’s Church in Westminster beigesetzt.

## Familie und Nachkommen
1588 hatte Carew Thomasine Godolphin († um 1635) geheiratet, eine Tochter von Sir Francis Godolphin. Mit ihr hatte er zwei Söhne und vier Töchter, darunter:
- Francis Carew (um 1598–1628)
- Sophia (um 1610–1702) ⚭ Walter Stewart

Bei seinem Tod soll sein Vermögen £ 10.000 betragen haben, die vor allem sein Sohn Francis erbte. Über seine Tochter Sophia war er Großvater von Frances Stewart, Duchess of Richmond and Lennox.

## Bewertung und Tätigkeit als Schriftsteller
George Carew galt als vielseitiger Beamter und Diplomat, der aufgrund seiner vielfältigen Kontakte eine lange Karriere als Politiker hatte. Im Gegensatz zu seinem Bruder Richard Carew, der ein bescheidener Landedelmann blieb, wurde er aber zum Inbegriff eines schmeichelnden Höflings. Als Kanzleibeamter, der für Begnadigungen und Aufhebung von Ächtungen verantwortlich war, war er viele andere Beamte seiner Zeit korrupt. Über seine Gesandtschaftsreise in den Ostseeraum 1598 veröffentlichte er das Buch A Relation of the State of Polonia. Darin beschreibt er den polnischen Adel als „verfressen und trinksüchtig, jähzornig und streitsüchtig, jedoch nett und freundlich im Umgang“. Den polnischen König Sigismund III. Wasa mochte er, bescheinigte ihm aber „Mangel an Charisma“. Die Nachbarstaaten Polens beschrieb er als „barbarisch“ und wunderte sich, dass es kein Programm zur Kolonisation der Ukraine (am Dnjepr) gibt und dort keine Festungen zur Absicherungen gegen die tatarischen Nomaden gebaut werden. Dazu verfasste Carew Passagen über Polen für das Werk Historia mei temporis von Jacques-Auguste de Thou. Nach seiner Rückkehr aus Frankreich veröffentlichte er 1610, wohl auch um seine Stellung zu verbessern, die Schrift Relation of the State of France, das zahlreiche Informationen über den Hof von Heinrich IV. von Frankreich enthält. Thomas Birch nutzte die Schrift mit als Grundlage zu seinem 1749 erschienenen Buch An historical view of the negotiations between the courts of England, France, and Brussels, from the year 1592 to 1617.  Dagegen trug Carew selbst vermutlich nur wenig bei zu dem Werk Reports or Causes in Chancery über die Fälle der königlichen Kanzlei, das ihm ebenfalls zugeschrieben wird und das im 17. Jahrhundert vielbeachtet wurde.

## Werke
- Ein englischer Gesandtschaftsbericht über den polnischen Staat zu Ende des 16. Jahrhunderts (A relation of the state of Polonia and the united provinces of that crowne anno 1598). Übersetzt von Siegfried Mews. Hirzel, Leipzig 1936.
- A Relation of the state of France, with the characters of Henry IV and the principal persons of that court. London, um 1610.
- Reports or Causes in Chancery. Collected by Sir George Cary, one of the Masters of the Chancery … 1601, out of the labours of Master W. Lambert, etc. W. Lee, London 1665.